# Alba Planas
Pour les articles homonymes, voir Planas.
Alba Planas Menchén, née à Madrid le 10 septembre 2000, est une actrice espagnole.

## Biographie
Alba Planas commence très tôt à suivre des cours de théâtre, à l'âge de 7 ans, à Madrid, et commence sa carrière professionnelle très jeune. Ses premiers pas dans le monde de l'interprétation se font dans des petits rôles au théâtre et surtout dans le film L'arbre de sang du réalisateur Julio Medem en 2018, où Alba joue aux côtés des acteurs Úrsula Corberó, Daniel Grao et Álvaro Cervantes.  
Alba Planes fait également partie de la distribution de la série Skam España qui se déroule dans le Lycée Isabel la Católica, ancien centre éducatif pour jeunes filles sous l'Espagne franquiste. Elle est sélectionnée parmi de nombreuses autres adolescentes, pour le rôle d'Eva Eva Vázquez Villanueva. 
En 2020, elle joue dans le long-métrage Por los pelos, de Nacho G. Velilla et dans la série Umbra, tournée dans la ville d'Arnedo, dans La Rioja. 
En 2021, elle fait partie du casting d'Express, première série originale de Starz en Espagne, avec les actrices Maggie Civantos et Kiti Mánver.
La même année, elle joue dans Días mejores, série produite par Prime Video et Mediaset España, dans laquelle est interprète le personnage de Graci.
En 2024, elle joue le rôle principal du film La Vierge rouge de Paula Ortiz, avec Najwa Nimri, Aixa Villagrán, Patrick Criado, Pepe Viyuela et Pep Munné, inspiré d'un fait divers célèbre sous la République espagnole. Elle y incarne la jeune Hildegart Rodríguez Carballeira, cousine du pianiste Pepito Arriola, assassinée par sa mère Aurora en 1933. 